# Ліберальна мережа Латинської Америки
Ліберальна мережа Латинської Америки, скорочено RELIAL — це мережа з 42 ліберальних інститутів з 17 країн Латинської Америки. Членами RELIAL є політичні партії, а також аналітичні центри, фонди та дослідні інститути. Більшість членів схиляються до економічного лібералізму. RELIAL є регіональною організацією Ліберального інтернаціоналу.
Вона була заснована у 2003 році, а офіційне відкриття відбулося у Коста-Риці у листопаді 2004 року.

## Учасники
| Найменування                                                                                  | Країна                   | Тип організації                   |
| --------------------------------------------------------------------------------------------- | ------------------------ | --------------------------------- |
| Fundación Libertad y Progreso                                                                 | Аргентина                |                                   |
| Atlas 1853 Foundation (Fundación Atlas 1853)                                                  | Аргентина                |                                   |
| Liberty Foundation (Fundación Libertad)                                                       | Аргентина                |                                   |
| Fundación Cívico Republicana                                                                  | Аргентина                |                                   |
| Fundación Federalismo y Libertad                                                              | Аргентина                |                                   |
| Fundación Bases                                                                               | Аргентина                |                                   |
| New Democracy Foundation (Fundación Nueva Democracia)                                         | Болівія                  |                                   |
| Instituto de Estudios Empresariais                                                            | Бразилія                 |                                   |
| Liberty Institute                                                                             | Бразилія                 |                                   |
| Students for Liberty                                                                          | Бразилія                 | Студентська політична організація |
| Fundación Libertad y Desarrollo                                                               | Чилі                     | Аналітичний центр                 |
| Fundación para el Progreso                                                                    | Чилі                     | Аналітичний центр                 |
| Evópoli                                                                                       | Чилі                     | Політична партія                  |
| Asociación Nacional de Fomento Económico                                                      | Коста-Рика               |                                   |
| Instituto de Desarollo Empressarial y Acción Social                                           | Коста-Рика               |                                   |
| Instituto Desarrollo Ambiente y Libertad (IDEAL Latinoamérica)                                | Коста-Рика               |                                   |
| Centre for Public Policy Analysis (Centro de Análisis para Políticas Públicas)                | Домініканська Республіка |                                   |
| Centro Regional de Estrategias Económicas Sostenibles (CREES)                                 | Домініканська Республіка |                                   |
| Ecuadorian Institute of Political Economy (Instituto Ecuatoriano de Economía Política)        | Еквадор                  |                                   |
| Libre Razón                                                                                   | Еквадор                  |                                   |
| Fundación Ecuador Libre                                                                       | Еквадор                  |                                   |
| Fundación Ciudadanía y Desarrollo                                                             | Еквадор                  |                                   |
| Liberal Party of Honduras                                                                     | Гондурас                 | Політична партія                  |
| Fundación Eléutera                                                                            | Гондурас                 |                                   |
| Honduras Investiga                                                                            | Гондурас                 |                                   |
| Caminos de la Libertad                                                                        | Мексика                  |                                   |
| Freedom Foundation (Fundación Libertad)                                                       | Нікарагуа                | Аналітичний центр                 |
| Citizens for Liberty                                                                          | Нікарагуа                | Політична партія                  |
| Freedom Foundation Panama (Fundación Libertad Panamá)                                         | Панама                   |                                   |
| Freedom Foundation (Fundación Libertad)                                                       | Парагвай                 |                                   |
| Political Institute for Freedom (Instituto Político para la Libertad)                         | Перу                     |                                   |
| Instituto Manuel Oribe                                                                        | Уругвай                  |                                   |
| Center for Education on Economic Knowledge (Centro de Divulgación del Conocimiento Económico) | Венесуела                |                                   |
| Come Venezuela                                                                                | Венесуела                | Політична партія                  |
| Джерело:                                                                                      |                          |                                   |